# 鉱山

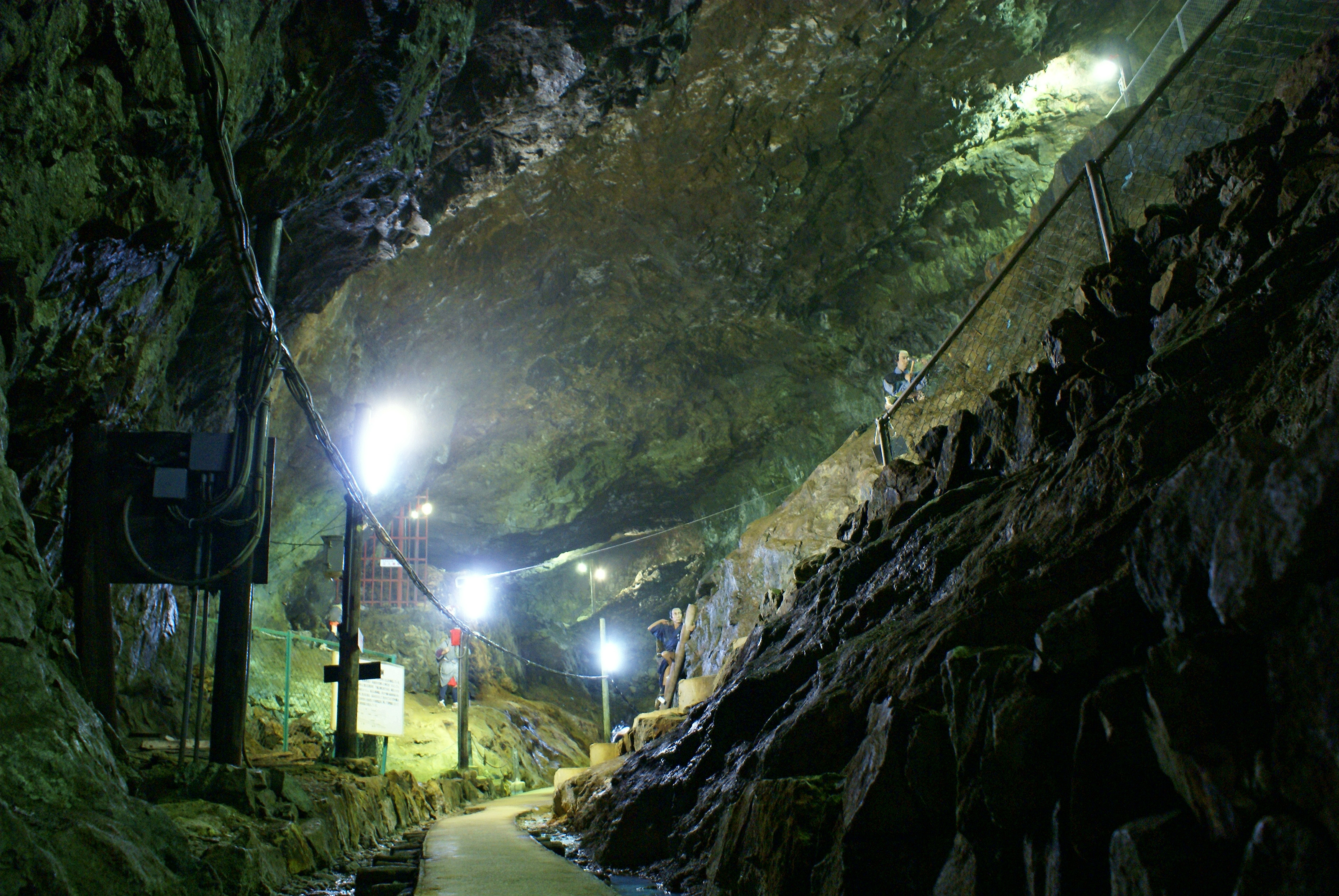
銅鉱採掘現場の遺構（笹畝坑道）

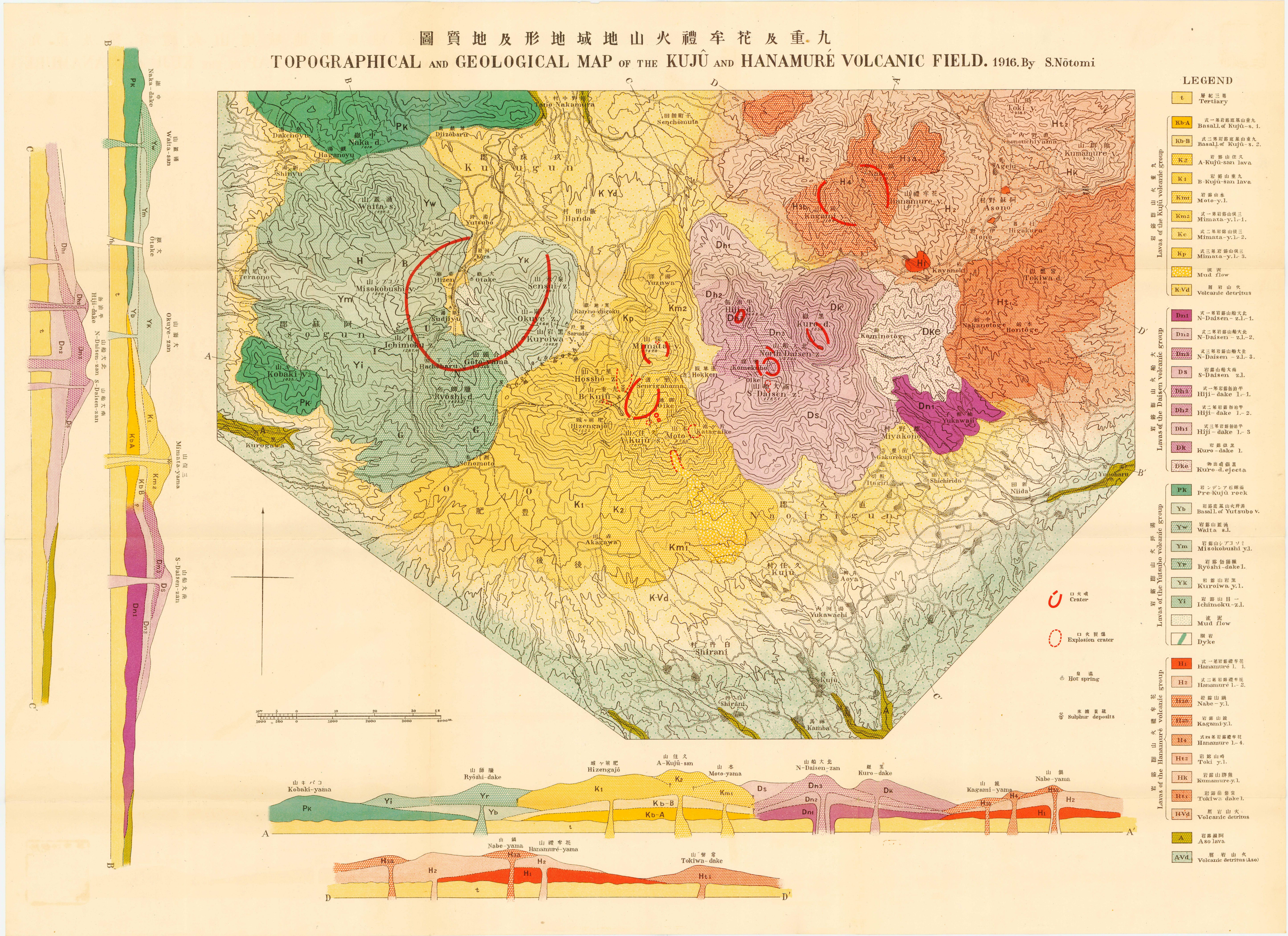
硫黄鉱山地域の地形・地質図。

鉱山（こうざん）とは、資源として有用な鉱物の試掘や採掘、さらに鉱物の選鉱や製錬などの鉱業活動を行う事業場。

## 鉱山の分類

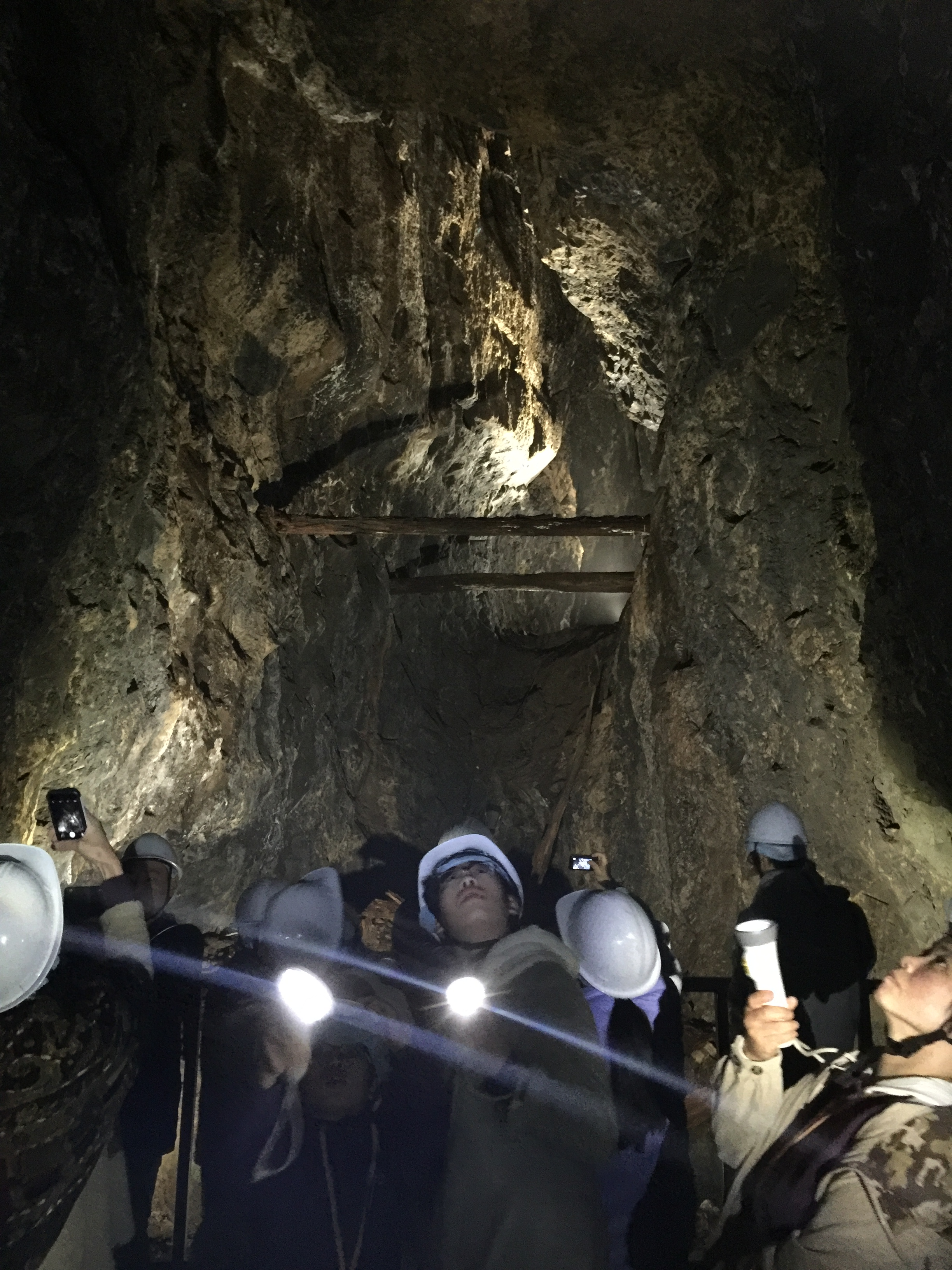
石見銀山の大久保間歩

### 鉱種による分類
鉱山は広義には金属鉱山、非金属鉱山、石灰石鉱山、石炭鉱山、石油・天然ガス鉱山に分けられる。このうち、石炭、石油、可燃性天然ガスなどはそれぞれ炭鉱，炭坑（たんこう）、油井（ゆせい）、油田、ガス田と称している。

### 鉱業法による鉱物
現在、日本において鉱業法によって採掘する事ができる鉱物は以下の41種である。
金鉱、銀鉱、銅鉱、鉛鉱、そう鉛（ビスマス）鉱、すず（錫）鉱、アンチモニー（アンチモン）鉱、水銀鉱、亜鉛鉱、鉄鉱、硫化鉄鉱、クローム（クロム）鉱、マンガン鉱、タングステン鉱、モリブデン鉱、ひ（ヒ素）鉱、ニッケル鉱、コバルト鉱、ウラン鉱、トリウム鉱、りん（リン）鉱、黒鉛、石炭、亜炭、石油、アスファルト、可燃性天然ガス、硫黄、石こう（石膏）、重晶石、明ばん石、ほたる石、石綿、石灰石、ドロマイト、けい石、長石、ろう石、滑石、耐火粘土、砂鉱。
この定義における鉱物は法律的なものであり、鉱物学的なものとは異なっている（例えば水は鉱物学的には鉱物の一種ではあるが、鉱業法における対象鉱物には含まれていない。逆に可燃性天然ガスは普通は鉱物学の鉱物の範疇には入らない）。

## 鉱山のライフサイクル

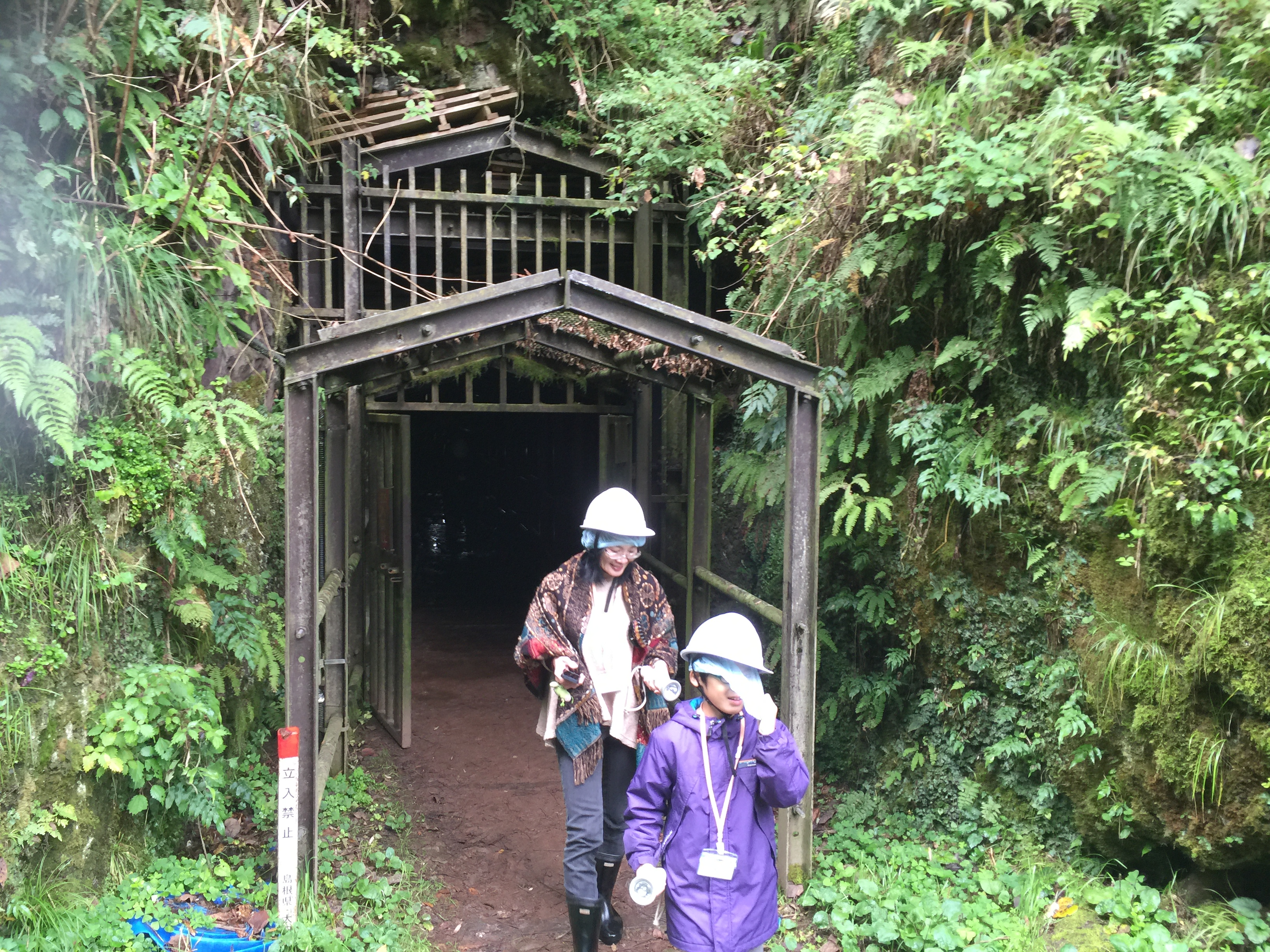
坑道の入口（石見銀山）

資源開発としては探鉱段階（Exploration Phase）、開発段階（Development Phase）、生産段階（Production Phase）、廃棄段階（Decommissioning Phase）に分けられる。

### 探鉱段階
商業生産できるだけの資源量のある鉱脈を探す段階である。

### 開発・生産段階
採掘のための施設を建設して商業生産する段階である。

#### 採鉱
鉱床から鉱石を採掘する事を指す。鉱床の規模や地理的、地学的な条件から採掘法は選別されるが、一般的に鉱床が大規模で比較的地表の近くに存在する場合は露天掘りが採用され、逆に深度にあり、鉱床が小規模である場合は坑道掘りが採用される。

#### 選鉱
採鉱して得た鉱石を主として物理的に選別し、有用な鉱石とそうでない鉱石（尾鉱、ズリとも呼ばれる）を選別する事を指す。方法としては、人員の目を利用して選別する手選鉱という原始的なものから、鉱石の比重差を利用する比重選鉱、鉱石の磁性を利用する磁力選鉱、鉱石の親水性を利用する浮遊選鉱などがある。予め手選を行った後、浮遊選鉱を行うなど、複数の方法を取り入れる場合もある。ここで選別された有用な鉱石は精鉱と呼ばれ、次の製錬に回される（非金属鉱物はこの時点で製品として出荷される事が多い）。尾鉱は鉱山周辺に廃棄されることが多い。ズリ山（ぼた山）と呼ばれるものはこうして築かれる。また、浮遊選鉱は鉱石を微細に粉砕して選鉱するため、尾鉱は水分を多量に含むスライムという泥状の物となる。これは有害な成分も多く含まれるため、鉱滓ダムに堆積して脱水させる。

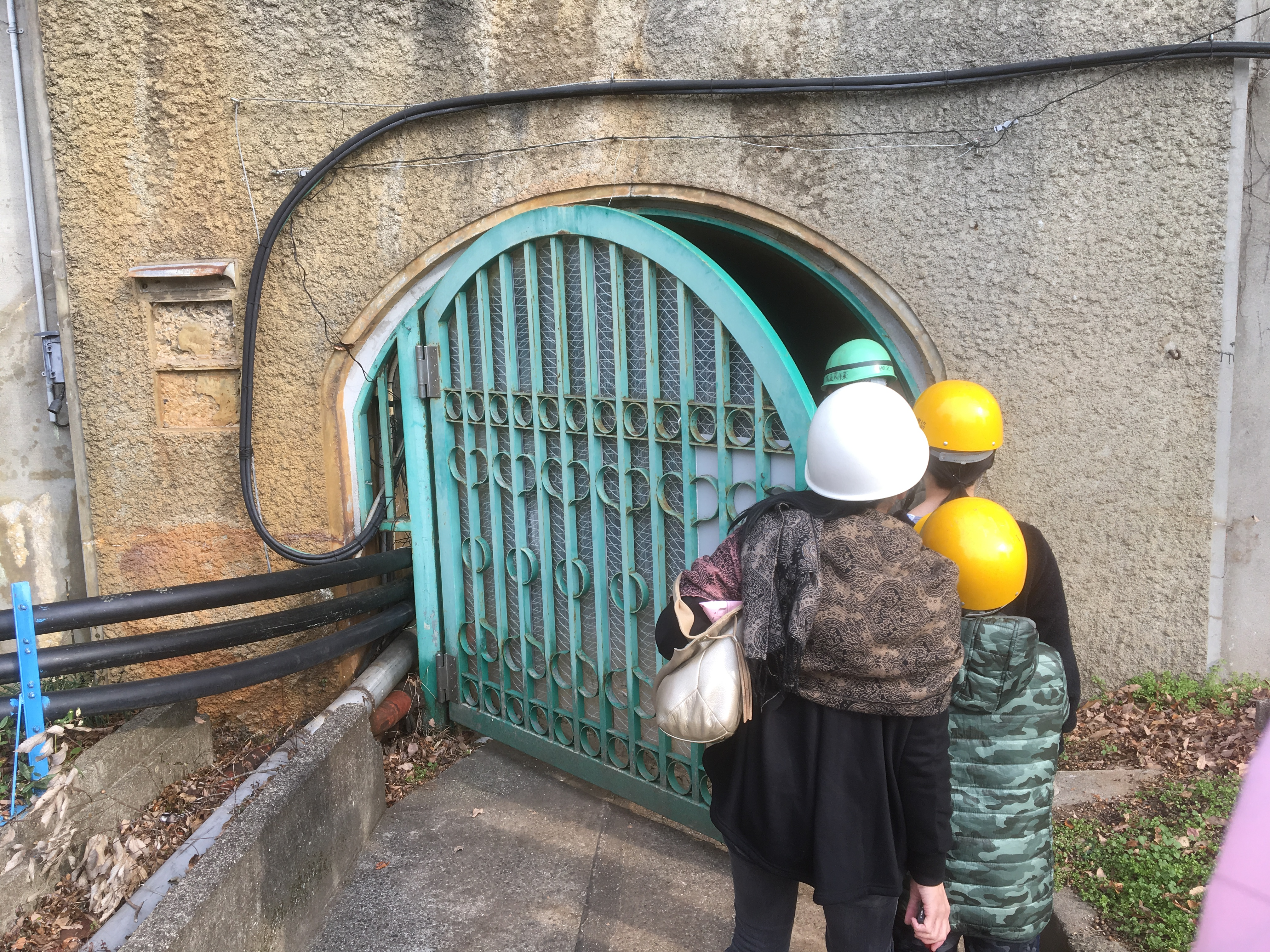
柵原鉱山第1坑道

#### 製錬
精鉱を主に化学的に処理し、有用な元素を取り出す事を製錬という。非鉄金属が主な対象となっており、非金属元素は省略されることが多い。なお、鉄の（乾式）製錬の事を特に製鉄と呼ぶ。
製錬方法としては、火力を用いて溶融・揮発させて元素を抽出させる乾式製錬（鉄、銅、鉛、水銀、アンチモンなど）と、薬品の水溶液を用い、精鉱から元素を抽出して分解させる湿式製錬（金、銀など）がある。こうして抽出された元素は溶融された後、成形・冷却されて地金となる。ただし、こうした工程を経ても地金は未だに不純物を多く含むことから、電気分解して純度を99%以上にする事が多い。これを電解製錬と呼ぶ。
こうした金属製錬に並行して、硫化分の多い鉱石を採掘する鉱山では硫酸の製造が行われることもある。製錬工程から出る煤煙は有害であり鉱害の要因になるため、電気集塵機等によって塵を回収することになるが、この塵も重要な資源であり、製錬工程に組み込んでビスマス、三酸化ヒ素、カドミウムなどを生産することもあった。また、銅山においては硫酸銅を含む排水が問題になった事があり、廃水処理も兼ねて沈殿銅の採集が行われる事もある。

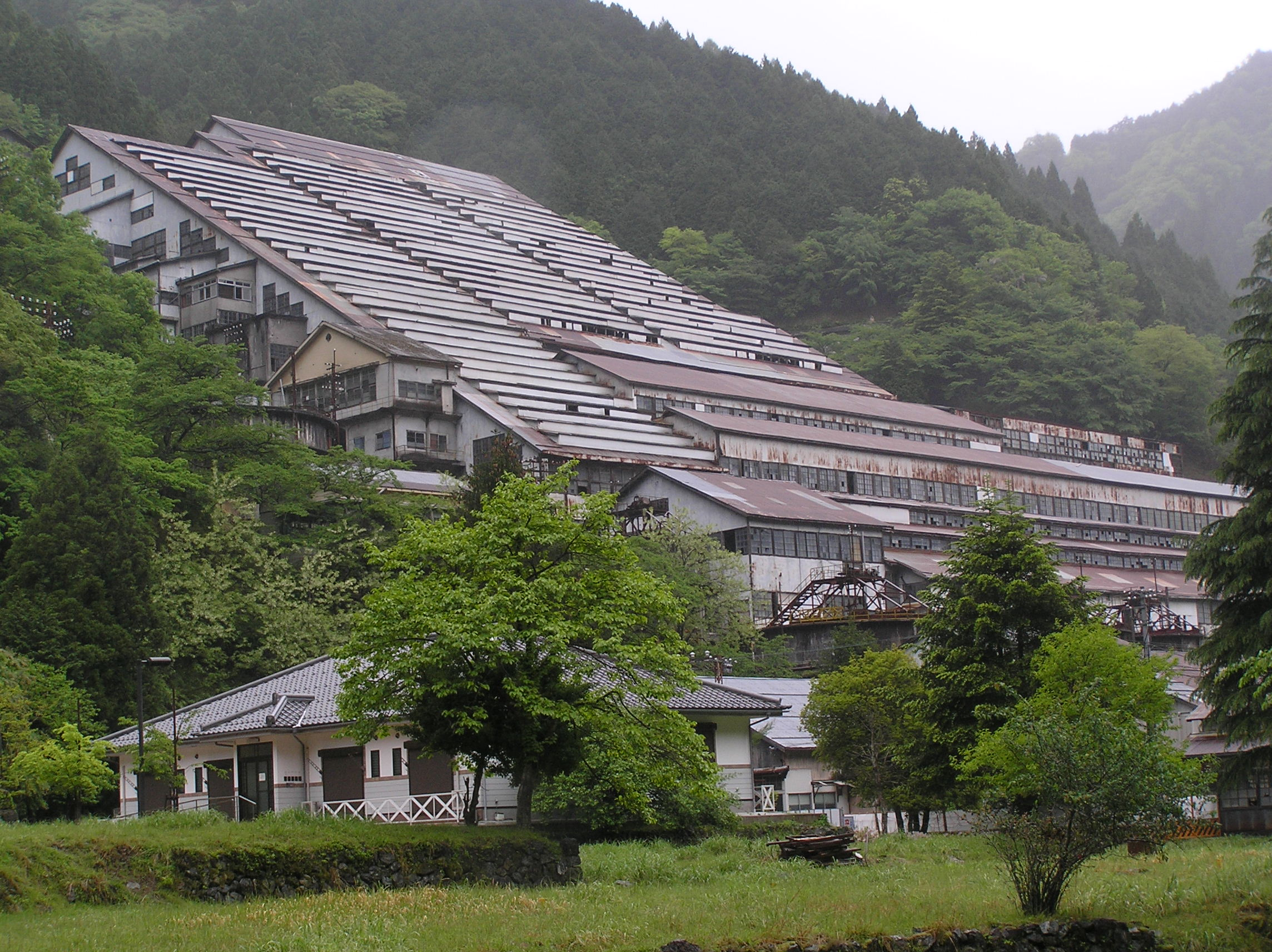
現在は廃止された選鉱所（神子畑選鉱所）

こうした3つの事業を全て行っている鉱山は大規模な例が多く、中規模の鉱山は採鉱・選鉱を、小規模な鉱山は採鉱のみを行っている例が多い。ただし、経営者の判断により、大規模な鉱山でも製錬は行われず、その事業のみ都市部に設置された製錬所に集約されたりすることもある（例：菱刈鉱山、木浦鉱山）。また、逆に水銀のように、独特の製錬設備を必要とする場合には規模が小さくても、鉱山内に製錬所まで設けている事が多い（例：大和水銀鉱山、丹生鉱山）。非金属鉱山では製錬が行なわれることは硫黄を除いて少なく、鉱山では選鉱で留まることが多い。石灰石鉱山のように選鉱を実施しないこともある。
こうした鉱山における3つの事業はいずれも単独で行われることは難しい。このため、鉱山においてはこれらに付随する形で機械工場、車両整備工場、化学工場、発電所、変電所、ポンプ場、廃水処理場、貨物鉄道などが設置される。こうした付随事業が整備されていることにより、鉱山の主要事業は円滑に進めることができる。
大規模な鉱山においては、これら周辺事業が大規模化し、やがて鉱山とは独立化することもある。例えば、茨城県日立市の日立鉱山の機械整備部門は、後に日立製作所として独立することとなった。小松製作所も同様であり、古河機械金属やラサ工業の土木機器部門のように独立とまではいかなくとも、会社を支える重要な事業になることもある。
鉱山機械は大量の電気を必要とするため、一般の電力会社からの給電では間に合わないこともある。このため、水力発電所や火力発電所など独自に小規模な発電所を建設して自家用に供給することもある。余剰となった電力の一部は電力会社に売電されたり、周辺地区に供給されることもあった。

### 廃棄段階
鉱物の資源量が枯渇したり生産量が経済限界以下となって維持できなくなり廃坑し施設を撤去する段階である。

#### 閉山

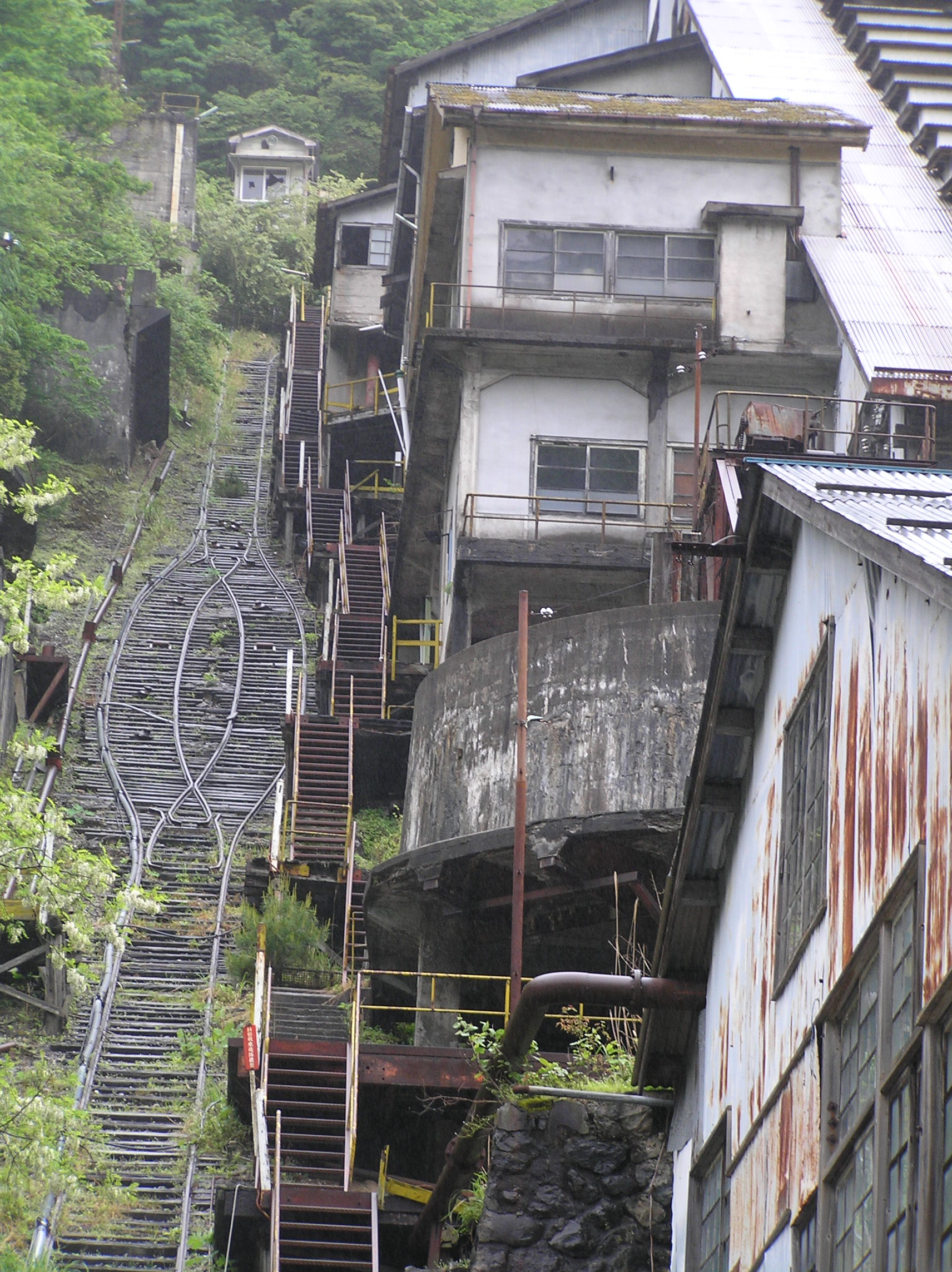
明延工業神子畑選鉱所（解体前）
かつては東洋一の規模と謳われた。戦国時代に神子畑鉱山として栄え明治政府が銀鉱脈を発見。閉山後の1919年（大正8年）に、北西約6キロに位置する養父市の明延鉱山の選鉱場として存続するも現在は廃止された。建物の横のインクラインは、選鉱場の最上部に運搬するためのもので、鉱石は山の斜面を降下する形で処理された。現在は解体されて基礎のみが残る。

採掘できる鉱物が枯渇すれば閉山（もしくは休山）に至る。鉱脈が残っていて、その確認もできているが、「深度が深すぎる」「地熱の影響が大きい」などの理由により、現在の採掘技術では不可能であるために閉山に至ることもある（豊羽鉱山、河津鉱山、草津温泉の万代鉱での温泉噴出など）。
1960-70年代には、高度経済成長に伴う人件費の上昇や鉱物の輸入自由化により、競争力を失った鉱山の多くが閉山もしくは休山に至った。石油などからの回収硫黄の増加による硫黄鉱山の閉山、水俣病をきっかけとした水銀使用の大幅減少による水銀鉱山の閉山など、世界的な環境問題が閉山理由となった例もある。

#### 廃坑
廃坑は、監視・管理費用がかるが、地熱温度が利用できる可能性がある、未開発の地熱資源でもある。
なお、廃坑については次のような事例がある。
- 1993年10月、、マレーシアペラ州パンタイ・レミス（英語版）近くの露天掘りスズ鉱山跡地に土砂崩れが発生[4]。この影響により、海水が流れ込み入り江が形成された（詳細はこちらを参照）。
- 2011年4月、常磐炭鉱立て坑跡地で、東日本大震災の余震後に温泉水が湧水[5]。
- 2012年4月4日、岐阜県御嵩町生沢地区内、亜炭廃坑による陥没[6]。
- 坑道を利用したトレーニング施設[注釈 2][7]
- 中には一部の廃坑跡をリサイクル工場、再生可能エネルギーの研究所として活用している廃坑跡の地域もある。

## 付帯設備

### 排水
坑道では地下水が湧き出るため、様々な排水器具が用いられた。前近代では金桶・釣瓶を用いた排水が行われており、江戸時代初期に佐渡金銀山ではスポイトの原理を応用した寸法樋（すぽんとい）やアルキメデス・ポンプを応用した水上輪（すいしょうりん）などの排水器具が導入された。江戸後期にはオランダ水突輪も導入されている。ただし、これらの排水器具は故障した場合に坑道内での修理が困難であったため、旧来の釣瓶による排水も併用されていた。

### 輸送手段
鉱石の運搬においては古くは牛馬が使われていたが、近代に入ってからは鉄道・軌道・トラック・索道などが用いられることとなった。中小の鉱山では森林軌道などを用いて運搬していたが、大規模な鉱山においては専用線や独自の私鉄を設置して鉱石・地金・化学薬品（硫酸など）を運搬することもあった。特に私鉄の場合においては、周辺住民や鉱山労働者を対象に限定的な旅客輸送を行うこともあり、鉱山の閉山後も存続していることもある。北海道のイトムカ鉱山のように、既存の森林軌道を鉱山の輸送手段として利用する例も多い。
特殊な例として、黒部峡谷に位置する富山県小黒部鉱山のように登山道を用いた人力による運搬、伊豆半島沿岸部に存在する静岡県縄地鉱山のようにほぼ直接貨物船による運搬も存在した。また、秋田県では鉱滓ダムの設置が難しい平野部の鉱山と、能代市に設置された鉱滓の処分場との間にパイプラインが建設されていた。
日本一の規模の私道として有名な宇部伊佐専用道路は、鉄道に代わって石灰石や人員の運搬を目的として石灰石鉱山とセメント工場をつないだものである。
また、貨車への積み込みに用いられるホッパーの規模は生産量の目安ともなり、その鉱山を代表する施設として取り上げられることもある。

## 鉱害
近年においては鉱害などの環境問題に対応するために、上記の事業以外に廃水処理場、煤煙脱硫施設等を設ける事が法律で義務付けられている。特に前者はほとんどの鉱山で必須であり、採掘・選鉱・製錬などの工程で発生した排水には重金属などが含まれている事から、そのまま河川に放流することはできない。このため、沈殿池などを設置し、石灰などの薬品で浄化し、重金属や有害物質を除去して河川に排水する。このうち、坑道から湧出する廃水は自然由来のため、鉱山が閉山した後も事業者が処理を続ける事が義務付けられている。